# Ігор Іванович
Ігор Іванович (серб. Игор Ивановић; нар. 9 вересня 1990, Тітоград, СР Чорногорія) — чорногорський футболіст, атакувальний півзахисник «Будучност» (Подгориця) та національної збірної Чорногорії.

## Клубна кар'єра

### Ранні роки
Народився в Тітограді. Футбольну кар'єру розпочав у «Зорі». У сезоні 2009/10 років дебютував у складі «Кома» в Першій лізі Чорногорії. У першій половині сезону 2010/11 років виступав за «Іскру» (Даниловград) у Другій лізі Чорногорії, але під час зимової перерви вище вказаного сезону повернувся до еліти чорногорського футболу ставши гравцем «Рудару» (Плєвля), де відіграв наступні два роки своєї кар'єри. Під час зимової перерви сезону 2012/13 років виїхав за кордон, де приєднався до клубу Суперліги (Сербії) «ОФК Белград», з яким підписав 3,5-річний контракт.
У серпні 2015 року підписав 2-річний контракт з «Зірою», яка виступала в Прем'єр-лізі Азербайджану.

### «Сутьєска» (Нікшич)
21 червня 2016 року уклав договір з чорногорським клубом «Сутьєска». 29 грудня 2017 року Футбольний союз Чорногорії відзначив Івановича своєю щорічною нагородою «Гравець року». Під час виступів за «Сутьєску» Чорногорський союз професіональних футболістів визнавав Ігора найкращим футболістом Першої ліги Чорногорії 2017 та 2018 років.

### «Будучност»
10 червня 2018 року підписав 2-річний контракт з чорногорським клубом «Будучност».

## Кар'єра в збірній
Виступав за молодіжну збірну Чорногорії. У футболці національної збірної Чорногорії дебютував 7 жовтня 2020 року в нічийному (1:1) поєдинку проти Латвії. Три дні по тому, менше ніж за хвилину після свого виходу на поле відзначився першим голом за національну команду, вийшовши на заміну в матчі проти Азербайджану. 13 жовтня 2020 року відзначився голом у поєдинку проти Люксембургу.

## Особисте життя
Брат, Іван, також професіональний футболіст, виступав за «Атирау» в Прем'єр-лізі Казахстану.

## Голи за збірну
Рахунок та результат збірної Чорногорії подано на першому місці.
| №  | Дата           | Місце                                            | Суперник    | Рахунок | Результат | Змагання                           |
| -- | -------------- | ------------------------------------------------ | ----------- | ------- | --------- | ---------------------------------- |
| 1. | 7 жовтня 2020  | Міський стадіон Подгориці, Подгориця, Чорногорія | Латвія      | 1–1     | 1–1       | Товариський матч                   |
| 2. | 10 жовтня 2020 | Міський стадіон Подгориці, Подгориця, Чорногорія | Азербайджан | 2–0     | 2–0       | Ліга націй УЄФА 2020—2021 (Ліга C) |
| 3. | 13 жовтня 2020 | Міський стадіон Подгориці, Подгориця, Чорногорія | Люксембург  | 1–0     | 1–2       | Ліга націй УЄФА 2020—2021 (Ліга C) |

## Досягнення

### Командні
«Рудар» (Плєвля)
- Перша ліга Чорногорії
  -  Чемпіон (1): 2014/15

- Кубок Чорногорії
  -  Володар (1): 2010/11

«Сутьєска» (Нікшич)
- Перша ліга Чорногорії
  -  Чемпіон (1): 2016/17

- Кубок Чорногорії
  -  Володар (1): 2017/18

«Будучност» (Подгориця)
- Перша ліга Чорногорії
  -  Чемпіон (3): 2019/20, 2020/21, 2024/25

- Кубок Чорногорії
  -  Володар (3): 2020/21, 2021/22, 2023/24

### Індивідуальні
- Найкращий бомбардир Першої ліги Чорногорії: 2017/18